# رابوبانک

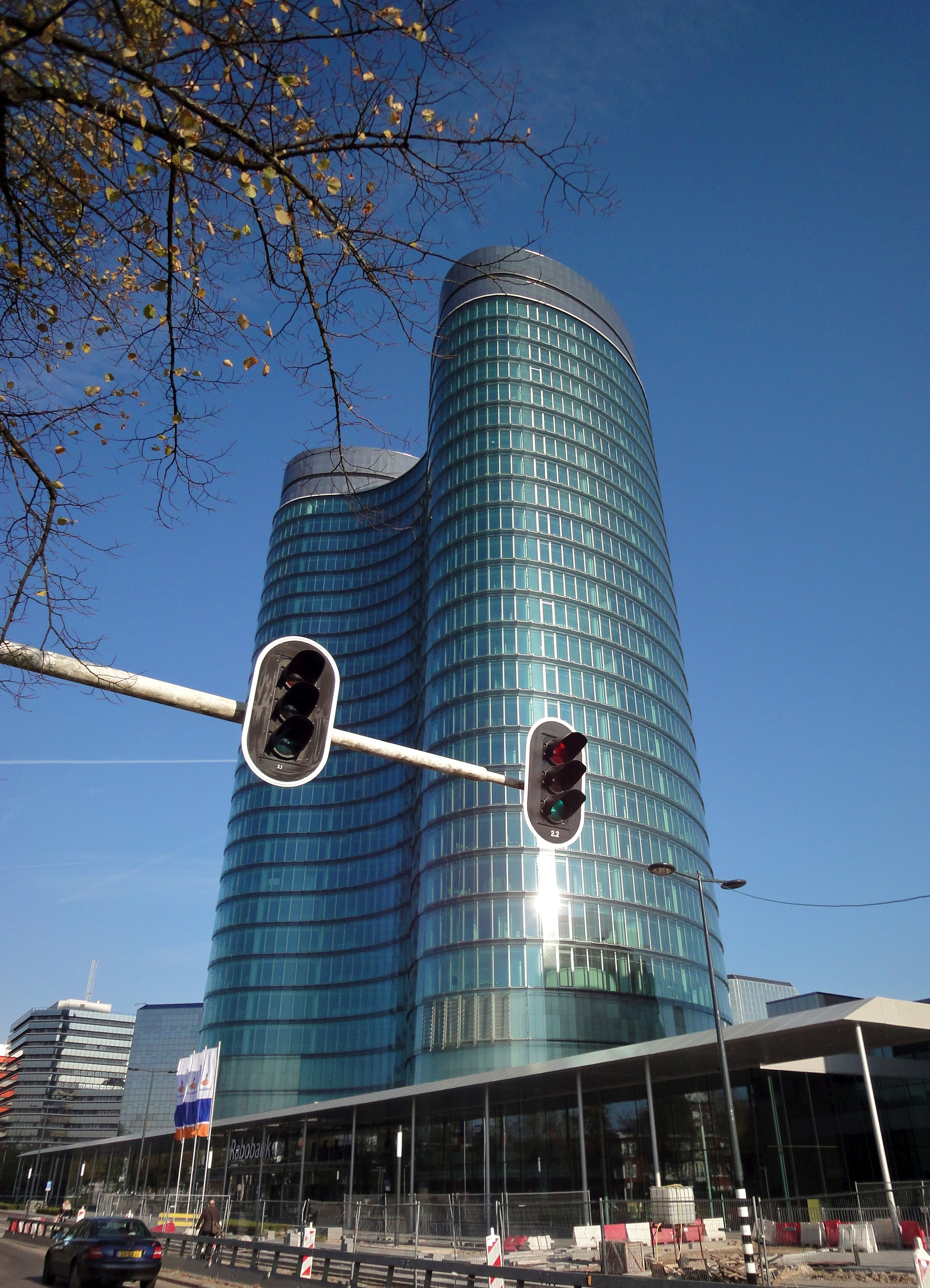
ساختمان مرکزی رابوبانک در اوترخت

رابوبانک (به انگلیسی: Rabobank) شرکت خدمات مالی هلندی و چندملیتی است، که در زمینه ارائه خدمات بانکداری، بیمه، املاک و مستغلات و مدیریت سرمایه‌گذاری، همچنین ارائه وام‌های مسکن فعالیت می‌نماید.
رابوبانک در سال ۱۹۷۲ راه‌اندازی شد و در حال حاضر به‌عنوان بزرگترین موسسه تأمین مالی در صنعت کشاورزی و یکی از بزرگترین سرمایه‌گذاران محصولات غذایی جهان به‌شمار می‌آید.
شعبه مرکزی این بانک در شهر اوترخت، هلند قرار دارد و با دارایی خالص ۷۷۱ میلیارد یورو در سال ۲۰۱۲ در فهرست ۳۰ شرکت بزرگ خدمات مالی و بانکداری جهان، جای گرفت. رابوبانک مالک شبکه‌ای از ۹۱۱ شعبه در کشور هلند و ۶۸۲ شعبه بانک در سایر نقاط جهان می‌باشد. این بانک همچنین یکی از ۵۰ بانک بزرگ ایالات متحده آمریکا محسوب می‌شود.